# Michael Wang (Pokerspieler)
Michael Wang (* 1988 oder 1989 in New Orleans, Louisiana) ist ein professioneller US-amerikanischer Pokerspieler. Er ist zweifacher Braceletgewinner der World Series of Poker.

## Pokerkarriere

### Werdegang
Wang spielt seit Januar 2007 Onlinepoker. Er nutzt die Nicknames miw210 (PokerStars, Full Tilt Poker sowie UltimateBet), miw210x (WSOP NJ sowie Borgata Poker NJ), miw21000 (PokerStars NJ) und Unbelievable (WSOP NV). Von den Vereinigten Staaten aus ist es ihm lediglich gestattet, auf den Onlinepokerräumen mit Zusatz NJ (New Jersey) bzw. NV (Nevada) zu spielen. Der Amerikaner hat sich mit Turnierpoker online mehr als 1,5 Millionen US-Dollar erspielt, wobei er sein bislang höchstes Einzelpreisgeld von rund 140.000 US-Dollar im Juni 2009 für einen Turniersieg bei Full Tilt Poker erhielt.
Seine erste Geldplatzierung bei einem Live-Pokerturnier erzielte Wang im Januar 2009 in Verona im US-Bundesstaat New York. Dort gewann er die Continental Poker Championships und sicherte sich eine Siegprämie von mehr als 30.000 US-Dollar. Anfang Juni 2012 war er erstmals bei der World Series of Poker (WSOP) im Rio All-Suite Hotel and Casino in Paradise am Las Vegas Strip erfolgreich und kam bei einem Turnier der Variante No Limit Hold’em in die Geldränge. Bei der WSOP 2014 erzielte der Amerikaner vier Geldplatzierungen. Ende Juni 2014 wurde er beim Main Event der Hollywood Poker Open im M Resort Casino Spa am Las Vegas Strip Zweiter und erhielt über 215.000 US-Dollar. Beim Main Event der World Poker Tour (WPT) in Atlantic City erreichte Wang Ende Januar 2015 den Finaltisch und belegte den mit knapp 60.000 US-Dollar dotierten neunten Platz. im April 2015 saß er beim Main Event der Irish Poker Open in Dublin ebenfalls am Finaltisch und erhielt als Dritter über 110.000 Euro. Bei der WSOP 2015 entschied der Amerikaner ein Event in No Limit Hold’em für sich und wurde mit einem Bracelet sowie dem Hauptpreis von mehr als 465.000 US-Dollar prämiert. Im August 2015 belegte er beim WPT-Main-Event in Los Angeles den siebten Rang, der mit rund 70.000 US-Dollar bezahlt wurde. Im Planet Hollywood Resort and Casino am Las Vegas Strip setzte sich Wang im Juni 2017 bei der Goliath Milly gegen 2720 andere Teilnehmer durch und sicherte sich über 200.000 US-Dollar. Anfang Oktober 2018 wurde er beim Main Event der partypoker Millions Dusk Till Dawn in Nottingham Sechster und erhielt eine Auszahlung von 140.000 Britischen Pfund. Als aufgrund der COVID-19-Pandemie die World Series of Poker Online erstmals auf dem Onlinepokerraum WSOP.com ausgespielt wurde, erzielte der Amerikaner dort 2020 und 2021 insgesamt 14 Geldplatzierungen. Mitte Januar 2022 gewann er bei den Stairway to Millions der PokerGO Tour im Aria Resort & Casino am Las Vegas Strip das fünfte Event und sicherte sich den Hauptpreis von rund 220.000 US-Dollar. Bei der WSOP 2022, die erstmals im Bally’s Las Vegas und Paris Las Vegas ausgespielt wurde, siegte er bei einem Turnier in No Limit Hold’em und erhielt sein zweites Bracelet sowie seine bislang höchste Auszahlung von mehr als 540.000 US-Dollar. Anfang März 2023 gewann Wang im Wynn Las Vegas ein High Roller mit einer Siegprämie von über 300.000 US-Dollar.
Insgesamt hat sich Wang mit Poker bei Live-Turnieren mehr als 5,5 Millionen US-Dollar erspielt.

### Braceletübersicht
Wang kam bei der WSOP 79-mal ins Geld und gewann zwei Bracelets:
| Jahr | Buy-in (in $) | Turnier                   | Teilnehmer | Preisgeld (in $) |
| ---- | ------------- | ------------------------- | ---------- | ---------------- |
| 2015 | 5000          | No-Limit Hold’em          | 422        | 466.120          |
| 2022 | 5000          | 8-Handed No-Limit Hold’em | 573        | 541.604          |